# Come l'acqua per il cioccolato
Come l'acqua per il cioccolato (Como agua para chocolate) è un film del 1992 diretto da Alfonso Arau. 
Il soggetto è tratto dal libro della scrittrice messicana Laura Esquivel dal titolo Dolce come il cioccolato.
Il film racconta l'intensa storia familiare e d'amore di Tita de La Garza. A fare da cornice alle sue vicende sono gli squisiti piatti che la ragazza prepara, infondendoci i suoi sentimenti, con effetti imprevisti.

## Trama
Messico, primi anni del '900. Tita de La Garza è la minore delle tre figlie di Donna Elena: Rosaura la maggiore, Gertrude la mediana e Tita la più piccola. Tita nasce prematura sul tavolo della cucina: attirata dagli odori del cibo, piange per la presenza della cipolla. La madre è fredda e autoritaria e non si occupa di lei perché, dopo essere rimasta vedova, pensa solo a mandare avanti la fattoria, per Tita l'unica figura materna è Nacha, la cuoca, dalla quale la ragazza impara tutti i segreti della cucina, passione in cui poi riversa tutti i suoi stati d'animo.
Da adolescente, Tita si innamora di Pedro venendo ricambiata. Il suo sogno di sposarlo, però, non può essere esaudito perché la tradizione messicana vuole che la figlia minore debba dedicare la sua vita a occuparsi esclusivamente della madre, durante la vecchiaia. Pedro prende la decisione di sposare Rosaura al solo scopo di avere la possibilità di restare accanto alla sua innamorata. I sospetti di Elena e Rosaura portano la coppia di sposi ad andare a vivere per conto loro, mentre Gertrude fugge di casa con un avventuriero messicano di passaggio. Rosaura e Pedro mettono al mondo un bambino, che però muore dopo pochi mesi di vita. La notizia lascia indifferente Elena, ma sconvolge Tita e la fa precipitare in una grave depressione, da cui viene salvata grazie alle cure del dottor John Brown, che spinge inoltre Tita a liberarsi dell'assurdo giogo materno.
Dopo la morte di Elena, John e Tita stanno per sposarsi, ma lei non riesce a scordare Pedro e torna alla fattoria. Vengono a galla alcuni segreti di famiglia che riguardano Gertrude, mentre Tita e Rosaura si affrontano duramente sui loro contrasti e sull'educazione ricevuta dalla madre: Rosaura ha deciso infatti che la figlia Esperanza, che ha avuto da Pedro, sarà cresciuta come Tita, con lo stesso destino. Dopo diversi anni, Rosaura muore, ed Esperanza si sposa con il figlio di John. Tita e Pedro sono finalmente liberi di lasciarsi andare al loro amore, ma proprio nel momento più intimo e di maggiore passionalità, la troppa felicità di Pedro lo porta alla morte. Tita, disperata, si suicida subito dopo dandosi fuoco alle guance. A raccontare la storia è la pronipote di Tita, che ha ereditato dalla defunta madre Esperanza il libro di ricette e il diario di Tita.

### Titolo
Il titolo allude ad una frase idiomatica usata in Messico, "como agua para chocolate", che si riferisce ad una persona in preda alla passione, che è "bollente come l'acqua per fare la cioccolata calda in tazza".

## Riconoscimenti
- Tokyo International Film Festival 1992
  - Premio per la migliore attrice a Lumi Cavazos
  - Premio per il miglior contributo artistico a Steven Bernstein e Emmanuel Lubezki
- Kansas City Film Critics Circle Awards 1994: Premio come miglior film straniero
- Premio Ariel 1992
  - Miglior film
  - Migliore attrice a Regina Torné
  - Migliore attore a Mario Iván Martínez[1]